# Centro espírita
Um centro espírita é uma entidade filantrópica que desenvolve suas atividades com base na Doutrina Espírita, codificada nas obras básicas de Allan Kardec, motivo pelo qual muitos definem os espíritas como Kardecistas. A Doutrina Espírita (o Espiritismo) não é a mesma coisa que o Espiritualismo porém está dentro deste, e o princípio do Espiritualismo é encontrado em várias das doutrinas/religiões que creem na reencarnação, no espírito além da matéria, etc. Portanto, é uma doutrina diferente da aplicada em outras filosofias e religiões, tais como a Umbanda e o Candomblé.

## Atividades
Em um Centro Espírita, como citado anteriormente, são realizadas algumas atividades, onde as mais comuns são:
- Reuniões Públicas

Abertas ao público em geral, onde são apresentados em palestras, temas que vão desde  mediunidade,até
lei de causa e efeito, etc. Nos dias de reunião pública, na maioria dos Centros Espíritas são executadas também as atividades do Passe, atendimento fraterno e o fornecimento de Água Fluidificada.
- Evangelização (ou Educação) Espírita

Aulas e atividades com crianças e adolescentes, cujo conteúdo é a transmissão da visão espírita sobre Deus, Prece, Jesus e seus ensinamentos, as Leis Naturais, as Leis Morais, temas evangélicos, as atividades do Centro Espírita e temas de interesse das crianças e jovens (sempre sob a ótica espírita), procurando despertar e/ou desenvolver virtudes para uma vivência espiritualizada e sadia no lar e na sociedade, dentro da perspectiva do espírito imortal.</ref>
- Mocidade Espírita (ou Juventude Espírita)

Grupo de jovens que se reúne semanalmente para estudar o Espiritismo, realizar tarefas assistenciais e conviver de forma sadia.
- Reuniões de Educação Mediúnica

Podem ser abertas ou fechadas ao público. É recomendado que estas reuniões sejam fechadas ao público, abertas somente a pessoas que estejam preparadas para participar destas, ou então onde o contexto e o planejamento da reunião permita a entrada de pessoas onde o objetivo da participação esteja de acordo com os princípios do Amor e da Caridade.  Um exemplo deste segundo eram as reuniões realizadas pelo médium Chico Xavier, onde muitas pessoas tinham acesso ao recinto, por buscarem informações de seus entes queridos já desencarnados. Esta reunião é composta de Médiuns de Sustentação, Médiuns Esclarecedores e Médiuns Ostensivos. Espíritos são trazidos nestas reuniões, com o objetivo de tratamento pelos presentes no plano físico e extrafísico. Na maioria dos casos são espíritos desencarnados, mas eventualmente são trazidos espíritos encarnados, em estado de desdobramento. É uma reunião onde os trabalhos são desenvolvidos, ao mesmo tempo, no Plano Espiritual e no Plano Físico, cada plano com sua coordenação e com seus participantes, mas atuando todos em conjunto, sob a supervisão dos mentores do Plano Espiritual. O principal objetivo é atender os espíritos (desencarnados ou não) que estejam em sofrimento ou incorrendo em atitudes erradas e, com isso, ajudar os médiuns encarnados a educar as suas faculdades mediúnicas e a se aprimorarem moralmente através do exemplo. Nos encontros espíritos considerados superiores também passam mensagens de esperança e bom ânimo para os presentes.
- Reuniões de Assistência Espiritual

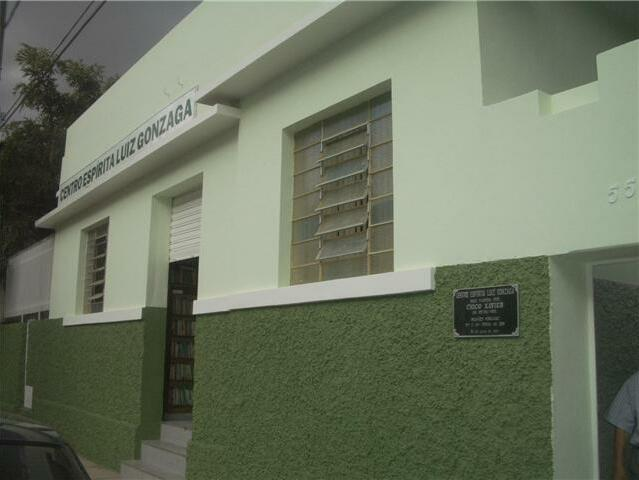
Centro Espírita Luiz Gonzaga (2008), cofundado em 1927 por Chico Xavier em Pedro Leopoldo, Minas Gerais.

São semelhantes às reuniões de Educação Mediúnica, porém, fechadas ao público. A literatura espírita na maioria dos casos define esta reunião como "Reunião de desobsessão", mas este termo vem sendo modificado, em função de nesta reunião não participarem somente obsessores e obsediados, como também espíritos em casos de perturbação diferentes destes citados. É uma reunião onde os trabalhos são desenvolvidos, ao mesmo tempo, no Plano Espiritual e no Plano Físico, cada plano com sua coordenação e com seus participantes, mas atuando todos em conjunto, sob a supervisão dos mentores do Plano Espiritual. No meio espírita, eventualmente se ouve falar de relatos sobre atividades socorristas realizadas nestas reuniões para ajudar espíritos desencarnados em desastres com grande número de vítimas, como nos atentados de 11 de setembro de 2001, no naufrágio do Bateau Mouche em 31 de dezembro de 1988 ou nos acidentes com os aviões da TAM em 17 de julho de 2007 e da GOL em 29 de setembro de 2006.
- Reuniões/Sessões de Tratamento

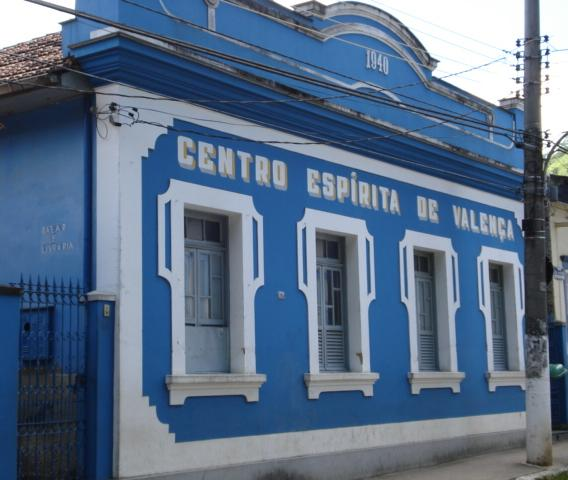
Centro espírita em Valença, no Rio de Janeiro.

Acontece geralmente no mesmo dia das reuniões públicas, mas em local isolado do local das palestras. A reunião é composta por Médiuns de Cura e Médiuns Ostensivos, onde o primeiro atua no chamado "Receituário Mediúnico", e o segundo auxilia com a doação de fluidos e nas aplicações a enfermos que procuram o Centro Espírita. Uma aplicação, de forma simplista, é semelhante ao Passe, mas com ação mais profunda no enfermo, após análise detalhada por médicos do Plano Espiritual. Nesta reunião também são realizadas cirurgias espirituais, com participação dos Médiuns Ostensivos e dos Médiuns de Cura. É uma reunião onde os trabalhos são desenvolvidos, ao mesmo tempo, no Plano Espiritual e no Plano Físico, cada plano com sua coordenação e com seus participantes, mas atuando todos em conjunto, sob a supervisão dos mentores do Plano Espiritual.
- Trabalhos Assistenciais

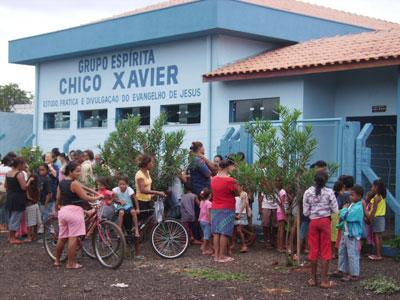
Um centro espírita chamado "Chico Xavier" e com o lema "Estudo, prática e difusão do Evangelho de Jesus"

O Centro Espírita também realiza trabalhos de cunho filantrópico assistencialista, como por exemplo creches e lares
para órfãos e idosos, e também ações e eventos com o objetivo de arrecadação de alimentos, como a Campanha do Quilo. É comum o Centro Espírita realizar estas atividades semanalmente, uma ou duas vezes durante a semana. Alguns centros também
fundaram hospitais com atendimentos gratuitos e fornecem cursos educacionais e profissionalizantes.
À exemplo do trabalho assistencial espírita, no natal de 1965 os médiuns Chico Xavier e Waldo Vieira promoveram uma distribuição de alimentos e roupas para mais de onze mil pessoas que formaram uma fila na porta do centro Comunhão Espírita Cristã em Uberaba, Minas Gerais.
Os espíritas têm a caridade como lema moral da doutrina. Segundo a doutrina, só através dela o espírito se aprimora e exercita os bons sentimentos, se afastando por consequência das tendências e influências negativas.
- Receituário Mediúnico

É muito comum pessoas procurarem um Centro Espírita em busca de solução para seus problemas, como patologias físicas ou mentais. Quando alguém procura o Centro Espírita com objetivo do tipo, o procedimento recomendado e praticado pela maioria das casas espíritas sérias, é o do Receituário Mediúnico, que é uma espécie de receita médica, mas não uma. Obs.: Num Centro Espírita não são prescritos remédios da medicina tradicional, e sim sugeridos compostos da Homeopatia, somente.
O Centro Espírita deve possuir um departamento de "Atendimento Fraterno", que a pessoa em busca da ajuda deve procurar. Ao chegar neste departamento, a pessoa é atendida por um voluntário, que escreve no receituário o problema apresentado pelo solicitante. Após isto, o receituário é enviado para o Atendimento Fraterno, que analisa a necessidade e avalia sua gravidade. O membro do atendimento fraterno chama o solicitante para uma breve conversa, com o objetivo de realizar uma triagem, e também de entender melhor a necessidade apresentada. Uma vez considerado que é necessário intervenção da espiritualidade no caso apresentado, o receituário é enviado para a sala de tratamento, onde um Médium Ostensivo trabalhando com um médico do Plano Espiritual, irá atender à necessidade do solicitante, após examiná-lo (presencialmente ou à distância). Em outros casos, a própria equipe de atendimento fraterno realiza o atendimento, atendendo à necessidade do solicitante. O receituário preenchido pela equipe de tratamento geralmente é entregue ao final da reunião pública.
Casos comuns são os de pessoas procurando notícias de parentes desencarnados e pessoas buscando soluções para doenças e que não encontraram resposta na medicina tradicional. De acordo com cada caso são apresentadas as soluções, que às vezes podem ser recomendações de leitura, passes, como podem ser sugeridas cirurgias ou sessões de aplicações.